# Azannes-et-Soumazannes
Azannes-et-Soumazannes – miejscowość i gmina we Francji, w regionie Grand Est, w departamencie Moza.
Według danych na rok 1990 gminę zamieszkiwało 165 osób, a gęstość zaludnienia wynosiła 9 osób/km² (wśród 2335 gmin Lotaryngii Azannes-et-Soumazannes plasuje się na 880. miejscu pod względem liczby ludności, natomiast pod względem powierzchni na miejscu 223.).